# Saint-Martin-de-Sallen
Saint-Martin-de-Sallen is een plaats en voormalige gemeente in het Franse departement Calvados in de regio Normandië en maakt deel uit van het arrondissement Caen. De gemeente telde 620 inwoners op 1 januari 2018.

## Geschiedenis
De gemeente is op 1 januari 2016 gefuseerd met de gemeenten Caumont-sur-Orne, Curcy-sur-Orne, Hamars en Thury-Harcourt tot de gemeente Le Hom, die sinds 2022 Thury-Harcourt-le-Hom heet. 

## Geografie
De oppervlakte van Saint-Martin-de-Sallen bedraagt 18,1 vierkante kilometer; Op 1 januari 2018 was de bevolkingsdichtheid 34,3 inwoners per km².
De onderstaande kaart toont de ligging van Saint-Martin-de-Sallen met de belangrijkste infrastructuur en aangrenzende gemeenten.

## Demografie
Onderstaande figuur toont het verloop van het inwonertal.
Vanwege een beveiligingsprobleem met de MediaWiki Graph-software is het momenteel niet mogelijk deze grafiek weer te geven. Zodra de software is bijgewerkt zal de grafiek vanzelf weer zichtbaar worden.
Caumont-sur-Orne · Curcy-sur-Orne · Hamars · Saint-Martin-de-Sallen · Thury-Harcourt